# Flight Log: Departure
Flight Log : Departure é o quinto EP do boy group sul-coreano Got7. Foi lançado em 21 de março de 2016 pelo JYP Entertainment. As músicas "Fly" e "Home Run" foram usadas para promover o álbum.

## Lista de músicas
※ Bold no espaço de "Tracks" significa singles promocionais em cada álbum.
| N.º            | Título                   | Arrangements            | Duração |  |
| 1.             | "Fly"                    | earattack, OhBros, 5$   | 3:11    |  |
| 2.             | "못하겠어" (Can't)       | Secret Weapon           | 3:16    |  |
| 3.             | "빛이나" (See The Light) | Frants                  | 3:24    |  |
| 4.             | "FISH"                   | Daniel Kim              | 3:13    |  |
| 5.             | "REWIND"                 | Command Freaks          | 3:12    |  |
| 6.             | "Beggin On My Knees"     | Hyuk Shin, 2xxx!, Jusén | 3:04    |  |
| 7.             | "Something Good"         | 220, Mingsician         | 3:46    |  |
| 8.             | "HOME RUN"               | Daniel Kim              | 3:08    |  |
| Duração total: | Duração total:           | Duração total:          | 26:20   |  |

## Desempenho gráfico
| Resultados em programas musicais                                                                                        | Resultados em programas musicais | Resultados em programas musicais | Resultados em programas musicais | Resultados em programas musicais | Resultados em programas musicais |
| Song | Mnet "M Countdown"               | KBS2 "Music Bank"                | SBS "Inkigayo"                   | MBC "Show Champion"              | SBS MTV "THE SHOW"               |
| Fly | 1                                | 1                                | 1                                | -                                | (1)                              |
| Home Run | 6                                | 12                               | -                                | -                                | 9                                |
| --- | -------------------------------- | -------------------------------- | -------------------------------- | -------------------------------- | -------------------------------- |
| - (1): Vencedor por 2 semanas - [1]: Vencedor por 3 semanas - {1}: Vencedor por 4 semanas - (-): Não apresentou gráfico |                                  |                                  |                                  |                                  |                                  |

| Gráfico                                     | Posição |
| ------------------------------------------- | ------- |
| South Korea Gaon Chart Weekly Albums Chart  | 1       |
| South Korea Gaon Chart Monthly Albums Chart | 1       |
| Billboard Heatseekers Albums Chart          | 2       |

| Gráfico            | Posição |
| ------------------ | ------- |
| Gaon Digital Chart | 9       |

| Ano  | Vendas do Gaon Physical |
| ---- | ----------------------- |
| 2016 | 166,503+                |

## Prêmios e indicações
| Música | Programa     | Data           |
| ------ | ------------ | -------------- |
| "Fly"  | ''The Show'' | March 29, 2016 |
| "Fly"  | ''The Show'' | April 5, 2016  |
| "Fly"  | M! Countdown | March 31, 2016 |
| "Fly"  | Music Bank   | April 1, 2016  |
| "Fly"  | Inkigayo     | April 3, 2016  |